# Буршагский сельсовет
Буршагский сельсовет — административно-территориальная единица и муниципальное образование со статусом сельского поселения в Агульском районе Дагестана Российской Федерации.
Административный центр — село Буршаг.

## Население
| 1959 | 1970 | 1989 | 2002 | 2008 | 2010 | 2012 |
| ---- | ---- | ---- | ---- | ---- | ---- | ---- |
| 414  | ↗657 | ↘645 | ↗992 | ↘956 | ↘891 | ↘868 |
| 2013 | 2014 | 2015 | 2016 | 2017 | 2018 | 2019 |
| ↘826 | →826 | →826 | ↘818 | ↗823 | ↘814 | ↘810 |
| 2020 | 2021 | 2023 | 2024 | 2025 |      |      |
| ↘787 | ↗812 | ↘810 | ↗813 | ↗817 |      |      |

## Состав
| № | Населённый пункт | Тип населённого пункта       | Население |
| - | ---------------- | ---------------------------- | --------- |
| 1 | Арсуг            | село                         | ↘208      |
| 2 | Буршаг           | село, административный центр | ↘604      |